# Потур
Потур (на румънски: Panduru, Пандуру) е село в Северна Добруджа, Румъния. Селото е част от община Хаманджия (Бая) в Окръг Тулча.

## История
Има данни за селото още от 1832 година. То е с изцяло българско население, чиито корени са от Котелско, Провадийско, село Мадара, Шуменско, като някои от жителите са живели известно време дори в Бесарабия. Населението прогресивно нараства, като през 1940 година достига над 1500 жители. Българите от Потур са предимно земеделци и скотовъдци.
В селото живее и работи известно време младият Стефан Караджа, чието семейство се изселва от Ямболско в Северна Добруджа. Като учител там е работил и опълченецът и учител Иван Зринов от Беброво, Еленско. 
В 1878 година селото заедно с цяла Северна Добруджа преминава от Османската империя към Румъния и в църквата и училището започва да се служи и преподава на румънски език. 
През 1940 година цялото село Потур се изселва в България по силата на подписаната през септември същата година Крайовска спогодба за обмен на населението. Жителите на селото са заселени в село Пленимир, Великово, Люляково, Генерал Тошево, Методиево и други села в Добричко. На тяхно място са заселени арумъни колонисти от предадената на България Южна Добруджа. 
Запазени са останките на българската църква „Св. св. Петър и Павел“ от 1846 година, която е първата в района, построена от българите над земята. Затова на 29 и 30 юни всяка година се е провеждал Потурският сбор.